# 아제르바이잔 소비에트 백과사전
《아제르바이잔 소비에트 백과사전》(아제르바이잔어: Azərbaycan Sovet Ensiklopediyası, Азәрбајҹан Совет Енсиклопедијасы)은 총 10권으로 구성된 아제르바이잔의 종합 백과사전이다. 1976년과 1987년 사이에 바쿠에서 출판되었다.

## 출판 연도
각 권의 출판 연도는 다음과 같다.
| 권     | 출판 연도 |
| ------ | --------- |
| 제1권  | 1976년    |
| 제2권  | 1978년    |
| 제3권  | 1979년    |
| 제4권  | 1980년    |
| 제5권  | 1981년    |
| 제6권  | 1982년    |
| 제7권  | 1983년    |
| 제8권  | 1984년    |
| 제9권  | 1986년    |
| 제10권 | 1987년    |

## 같이 보기
- 소비에트 대백과사전
- 아제르바이잔 국가 백과사전